# ベンラリズマブ
ベンラリズマブ (Benralizumab,  製剤名 ファセンラ皮下注３０ｍｇシリンジ ）は、協和発酵キリンが創生し、 アストラゼネカの子会社MedImmuneが喘息治療用に開発したモノクローナル抗体。 インターロイキン5受容体 （ CD125 ）のα鎖に結合する。 
ベラリズマブ、SIROCCOおよびCALIMAの2つの第3相臨床試験が、2016年に主要評価項目を満たすことを報告した。2017年11月に米国FDAにより、重度の好酸球性喘息の治療薬として承認された。 

## 効能・効果
- 気管支喘息（既存治療によっても喘息症状をコントロールできない難治の患者に限る）[7]

## 副作用
重大な副作用として、アナフィラキシー（蕁麻疹、血管浮腫、喉頭浮腫、アナフィラキシー反応等）等の重篤な過敏症の出現が知られている。遅発反応が起こる場合もある。

## 薬理
ベンラリズマブは、好酸球及び好塩基球の細胞表面に特異的に発現しているヒトIL-5Rαに特異的かつ高親和性で結合することで、IL-5の好酸球に対する作用を抑制する。
ベンラリズマブはFcドメインのフコースを欠損しているため、ナチュラルキラー細胞（NK細胞）等のエフェクター細胞上に発現するFcγ受容体 (FcγR) であるヒトFcγRIIIa (CD16a) に対して高い親和性を示す。
その結果、抗体依存性細胞傷害 (ADCC) 活性が増強され、細胞毒性を有するメディエーター（perforin、proteases、granzyme) を放出し、IL-5Rαを発現する好酸球及び好塩基球のアポトーシスが誘導される。